# 白金漢 (科羅拉多州)
白金漢（英語：Buckingham）是位於美國科羅拉多州韋爾德縣的一個非建制地區。該地的面積和人口皆未知。

## 地理
白金漢的座標為40°37′17″N 103°58′40″W / 40.62139°N 103.97778°W，而該地的平均海拔高度為1507米（即4944英尺）。